# 25316 Comnick
25316 Comnick este o planetă minoră (asteroid), cu un diametru de 7,917 km, din centura de asteroizi. A fost descoperită pe 10 ianuarie 1999 la Stația Anderson Mesa de Lowell Observatory Near-Earth-Object Search. 
Obiectul prezintă o orbită caracterizată de o semiaxă mare de 2,8072344 UAi, o excentricitate de 0,18, o înclinație de 17,3282 ° în raport cu ecliptica.